# Coulonges-les-Sablons
Coulonges-les-Sablons is een plaats en voormalige gemeente in het Franse departement Orne in de regio Normandië en telt 374 inwoners (1999). De plaats maakt deel uit van het arrondissement Mortagne-au-Perche.

## Geschiedenis
Coulonges-les-Sablons is op 1 januari 2016 gefuseerd met de gemeenten Condeau en Condé-sur-Huisne tot de gemeente Sablons sur Huisne. 

## Geografie
De oppervlakte van Coulonges-les-Sablons bedraagt 19,5 km², de bevolkingsdichtheid is 19,2 inwoners per km².
De onderstaande kaart toont de ligging van Coulonges-les-Sablons met de belangrijkste infrastructuur en aangrenzende gemeenten.

## Demografie
Onderstaande figuur toont het verloop van het inwonertal (bron: INSEE-tellingen).